# Scott Wilson (Schauspieler)

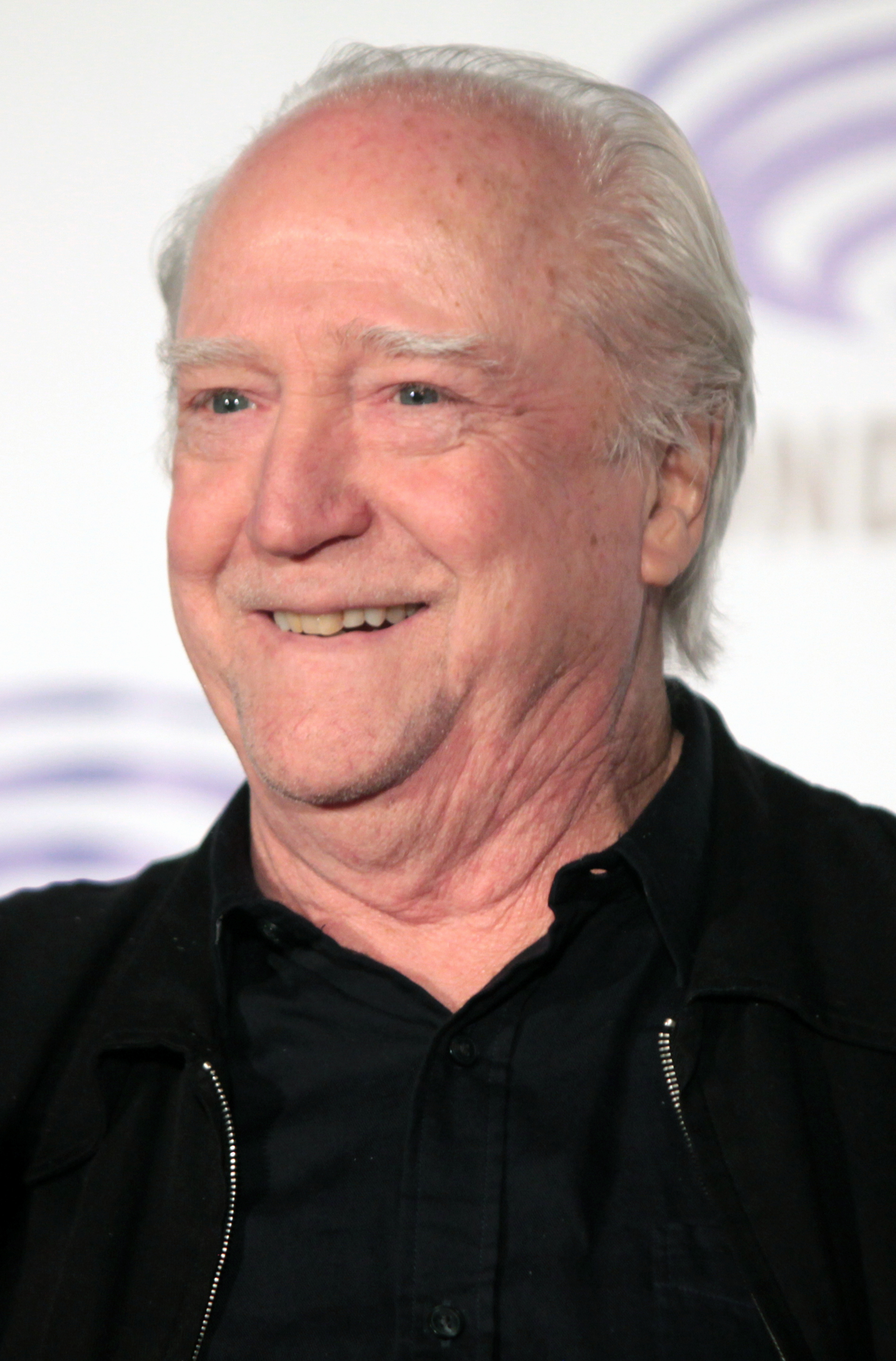
Scott Wilson (2016)

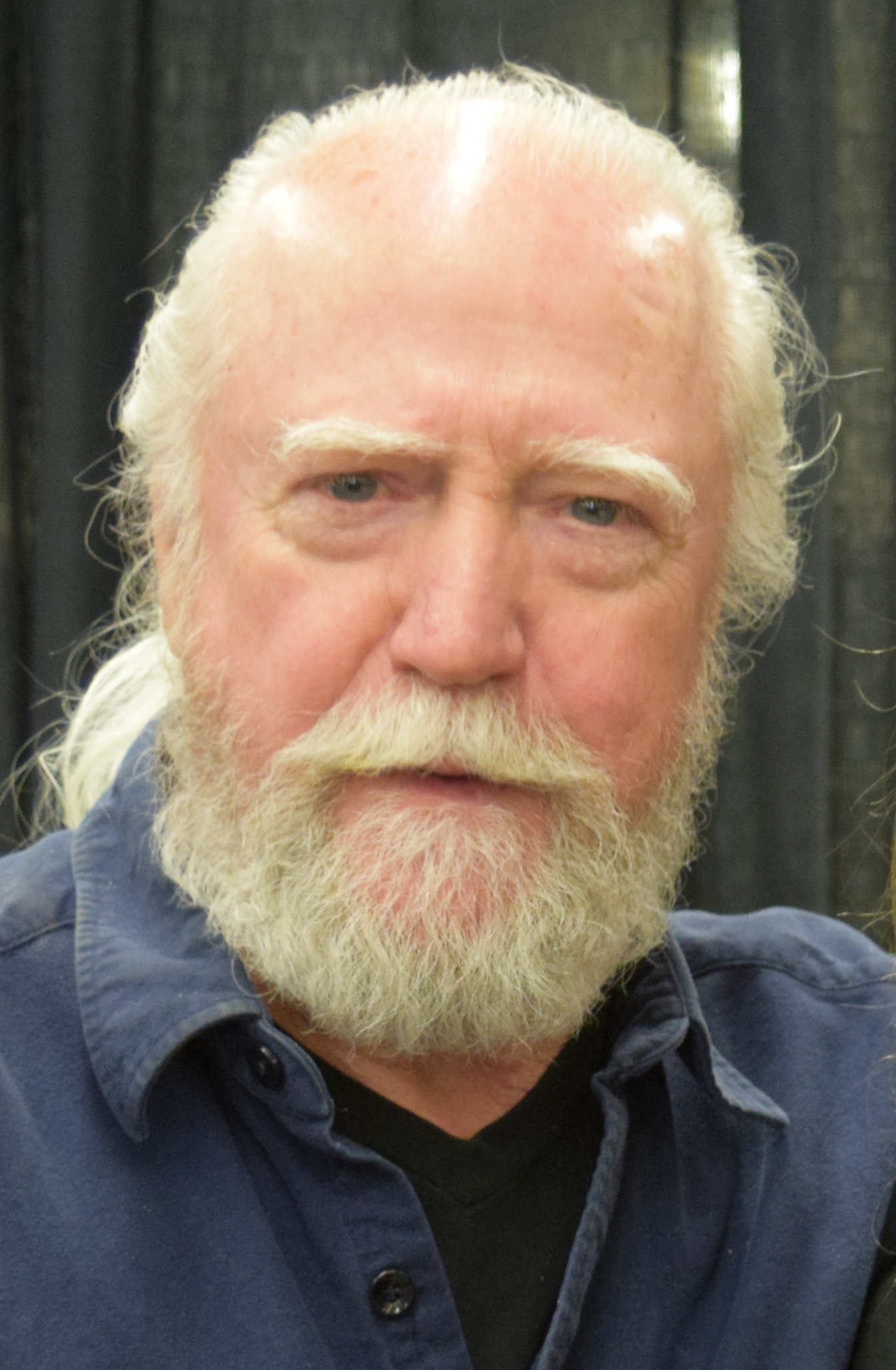
Scott Wilson (2015)

Scott Wilson (* 29. März 1942 in Atlanta, Georgia; † 6. Oktober 2018 in Los Angeles, Kalifornien) war ein US-amerikanischer Schauspieler.

## Leben und Wirken
Wilson wuchs in Georgia auf und erhielt nach seinem Highschool-Abschluss 1960 ein Sportlerstipendium für ein Studium an der Southern Polytechnic State University. Er reiste aber stattdessen mit 40 Dollar in der Tasche nach Los Angeles, wo er nach kurzer Zeit in einer Schauspielklasse landete. In den folgenden fünf Jahren nahm er weitere Schauspielstunden und spielte Theater, musste sich aber noch mit Gelegenheitsjobs über Wasser halten.
Einen ersten Erfolg erlebte er, als der kanadische Regisseur Norman Jewison ihn für die Nebenrolle eines Mordverdächtigen in seinem später oscarprämierten Südstaaten-Thriller In der Hitze der Nacht aus dem Jahr 1967 besetzte. Hierbei erwies sich gerade der Südstaaten-Akzent von Wilson als hilfreich, den er eigentlich hatte verlieren wollen. Endgültig bekannt wurde Wilson noch im selben Jahr mit einer zweiten Rolle: als Mörder Dick Hickock in dem Thriller Kaltblütig von Richard Brooks. Im Mai 1967 wurden Wilson, sein Co-Darsteller Robert Blake und Truman Capote – der Autor der gleichnamigen Romanvorlage – auf dem Titelblatt des Life-Magazin abgebildet. Brooks hatte sich für die beiden Hauptrollen der Mörder in dem Film mit Wilson und Blake bewusst für zwei weitgehend unbekannte Schauspieler entschieden, um die Atmosphäre authentischer zu gestalten, obgleich führende Hollywood-Stars zuvor Interesse angemeldet hatten.
Nach einigen ähnlich gelagerten Rollen in Filmen wie Die den Hals riskieren wehrte sich Wilson gegen das Typecasting auf Schurken oder Psychopathen, was allerdings dazu führte, dass er einige gute Rollenangebote verlor. Danach blieb er in Hollywood-Filmen weitgehend auf Nebenrollen als Charakterdarsteller beschränkt. In der Literaturverfilmung Der große Gatsby verkörperte er 1974 den Tankstellenbetreiber George Wilson, in dem Raumfahrtfilm Der Stoff, aus dem die Helden sind spielte er 1983 einen Testpiloten und 1995 in Dead Man Walking – Sein letzter Gang einen Gefängniskaplan. Mehrfach wurde er von dem Regisseur Walter Hill in dessen Actionfilmen und Thrillern eingesetzt. Für seine Darbietung in dem Psychodrama The Ninth Configuration (1980) unter Regie von William Peter Blatty erhielt er eine Golden-Globe-Nominierung.
Als künstlerisch herausragend gilt seine Darstellung eines amerikanischen Soldaten in dem Filmdrama Ein Jahr der ruhenden Sonne (1984) des polnischen Regisseurs Krzysztof Zanussi, das den Goldenen Löwen in Venedig gewann. 1997 arbeitete er bei dem Film Brat naszego Boga nochmals mit Zanussi zusammen. Im neuen Jahrtausend war Scott Wilson unter anderem in dem Horrorfilm Behind the Mask und in dem südkoreanischen Erfolgsfilm The Host zu sehen. Einer neuen Generation wurde er vor allem durch die Horrorserie The Walking Dead bekannt, in der er von 2011 bis 2014 die Rolle des Tierarztes und Farmbesitzers Hershel Greene verkörperte. Sein Schaffen als Schauspieler umfasst rund 80 Film- und Fernsehproduktionen.
Wilson war seit 1977 mit Heavenly Koh verheiratet und starb im Oktober 2018 im Alter von 76 Jahren infolge einer Leukämieerkrankung.

## Filmografie (Auswahl)
- 1967: In der Hitze der Nacht (In the Heat of the Night)
- 1967: Kaltblütig (In Cold Blood)
- 1969: Das Schloß in den Ardennen (Castle Keep)
- 1969: Die den Hals riskieren (The Gypsy Moths)
- 1971: Die Grissom Bande (The Grissom Gang)
- 1972: Polizeirevier Los Angeles-Ost (The New Centurions)
- 1974: Der große Gatsby (The Great Gatsby)
- 1976: Jesus von Nazareth (The Passover Plot)
- 1979: Der Fall Claudia Bernal (La ilegal)
- 1980: The Ninth Configuration
- 1983: Der Stoff, aus dem die Helden sind (The Right Stuff)
- 1984: Ein Jahr der ruhenden Sonne (Rok spokojnego słońca)
- 1984: In der Schußlinie (On the Line)
- 1985: Der Flieger (The Aviator)
- 1986: Unbekannte Dimensionen (The Twilight Zone, Fernsehserie)
- 1986: Blue City
- 1987: Malone
- 1988: The Tracker (Fernsehfilm)
- 1988: Jesse (Fernsehfilm)
- 1989: Johnny Handsome – Der schöne Johnny (Johnny Handsome)
- 1990: Blaze of Glory – Flammender Ruhm (Young Guns)
- 1990: Der Exorzist III (The Exorcist III)
- 1991: Femme Fatale
- 1991: Reine Glückssache (Pure Luck)
- 1993: Elvis and the Colonel: The Untold Story (Fernsehfilm)
- 1993: Flesh And Bone – Ein blutiges Erbe (Flesh and Bone)
- 1993: Geronimo – Eine Legende (Geronimo: An American Legend)
- 1995: Pecos Bill – Ein unglaubliches Abenteuer im Wilden Westen (Tall Tale: The Unbelievable Adventure of Pecos Bill)
- 1995: Judge Dredd
- 1995: Die Grasharfe (The Grass Harp)
- 1995: Dead Man Walking – Sein letzter Gang (Dead Man Walking)
- 1995: Soul Survivors (Fernsehfilm)
- 1995: Mörderisches Herz (Mother)
- 1996: Shiloh – Vier Pfoten auf der Flucht (Shiloh)
- 1997: Die Farbe des Lebens (Our God’s Brother)
- 1997: Die Akte Jane (G.I. Jane)
- 1998: Clay Pigeons – Lebende Ziele (Clay Pigeons)
- 1999: Shiloh 2: Shiloh Season
- 1999: Reiter auf verbrannter Erde (The Jack Bull, Fernsehfilm)
- 1999: The Debtors
- 2000: Akte X – Die unheimlichen Fälle des FBI (The X-Files, Fernsehserie, Folge 7x07)
- 2000: Südlich des Himmels – Westlich der Hölle (South of Heaven, West of Hell)
- 2000: The Way of the Gun
- 2001: Animal – Das Tier im Manne (The Animal)
- 2001: Pearl Harbor
- 2001–2006: CSI: Vegas (CSI: Crime Scene Investigation, Fernsehserie, 9 Folgen)
- 2002: Coastlines
- 2002: Guide Season (Fernsehfilm)
- 2003: Karen Sisco (Fernsehserie, Folge 1x02)
- 2003: Monster
- 2003: Last Samurai (The Last Samurai)
- 2005: Junikäfer (Junebug)
- 2005: Law & Order (Fernsehserie, Folge 15x22)
- 2006: Come Early Morning – Der Weg zu mir (Come Early Morning)
- 2006: Saving Shiloh
- 2006: The Host (Gwoemul)
- 2006: Behind the Mask (Behind the Mask: The Rise of Leslie Vernon)
- 2007: Nach 7 Tagen – Ausgeflittert (The Heartbreak Kid)
- 2007: Big Stan
- 2009: Saving Grace B. Jones
- 2011: Justified (Fernsehserie, Folge 2x06)
- 2011: Five (Fernsehfilm)
- 2011: L.A. Love Story – Verliebt in Los Angeles (Dorfman in Love)
- 2011: Enlightened – Erleuchtung mit Hindernissen (Enlightened, Fernsehserie, Folge 1x03)
- 2011–2014, 2018: The Walking Dead (Fernsehserie, 33 Folgen)
- 2014–2015: Bosch (Fernsehserie, 3 Folgen)
- 2016: Damien (Fernsehserie, 5 Folgen)
- 2016–2019: The OA (Fernsehserie, 7 Folgen)
- 2017: Feinde – Hostiles (Hostiles)

## Auszeichnungen (Auswahl)
Golden Globe Awards 1981
- Golden-Globe-Nominierung in der Kategorie Golden Globe Award/Bester Nebendarsteller für seine Rolle in dem Kinofilm The Ninth Configuration

Goldene Himbeere 1987
- Nominiert in der Kategorie Goldene Himbeere/Schlechtester Nebendarsteller für seine Rolle in dem Kinofilm Blue City

Screen Actors Guild Award
- Preisträger des Ralph Morgan Award 2007

People’s Choice Award
- People’s-Choice-Award-Nominierung 2015 in der Kategorie Favorite TV Character We Miss Most für seine Rolle als Hershel Greene in der Serie The Walking Dead